# 普里佐韋
48°42′39″N 35°57′10″E / 48.71083°N 35.95278°E
普里佐韋（烏克蘭語：Призове），是烏克蘭的村落，位於該國中部第聶伯羅彼得羅夫斯克州，由日爾伊夫卡區負責管轄，處於小捷爾尼夫卡河畔，距離韋爾布基3公里，海拔高度95米，2001年人口133。